# Шугаев, Нияз Мейрамович
Нияз Мейрамович Шугаев (каз. Нияз Мейрамұлы Шұғаев; род. 14 сентября 1998, Караганда) — казахстанский футболист, защитник.

## Карьера
Футбольную карьеру начал в 2016 году во Второй лиге в составе клуба «Шахтёр М», где отыграл 61 матч в первенстве.
В 2019 году дебютировал в казахстанской Премьер-лиге за «Шахтёр» Караганда.
В 2020 году переведён в фарм-клуб.

## Клубная статистика
| Игровая карьера | Игровая карьера | Игровая карьера | Игровая карьера | Ч-т | Ч-т | Фарм-клуб | Фарм-клуб | Кубок | Кубок | Межд. | Межд. | Др. | Др. |
| --------------- | --------------- | --------------- | --------------- | --- | --- | --------- | --------- | ----- | ----- | ----- | ----- | --- | --- |
| 2016            | Шахтёр М        | Флаг Казахстана | В               | 2   | 0   | -         | -         | -     | -     | -     | -     | -   | -   |
| 2017            | Шахтёр М        | Флаг Казахстана | В               | 22  | 0   | -         | -         | -     | -     | -     | -     | -   | -   |
| 2018            | Шахтёр М        | Флаг Казахстана | В               | 37  | 1   | -         | -         | -     | -     | -     | -     | -   | -   |
| 2019            | Шахтёр          | Флаг Казахстана | A               | 16  | 0   | -         | -         | 1     | 0     | -     | -     | -   | -   |
| 2020            | Шахтёр-Булат    | Флаг Казахстана | Б               | -   | -   | -         | -         | -     | -     | -     | -     | -   | -   |